# Carole Quinton
Carole Louise Quinton (* 11. Juli 1936 in Rugby) ist eine ehemalige britische Leichtathletin, die 1960 eine olympische Silbermedaille gewann.
1958 gewann sie die britischen Meisterschaften im 80-Meter-Hürdenlauf. Bei den British Empire and Commonwealth Games 1958 in Cardiff gewann sie die Silbermedaille zwischen den Australierinnen Norma Thrower (Gold) und Gloria Wigney (Bronze).
Bei den Olympischen Sommerspielen 1960 in Rom gewann sie in 80-Meter-Hürdenlauf die Silbermedaille hinter Irina Press (UdSSR) und vor der Deutschen Gisela Birkemeyer (Bronze).